# Kateřina Saská (1468–1524)
Kateřina Saská (24. července 1468, Grimma – 10. února 1524, Calenberg) byla rodem saská princezna z dynastie Wettinů, prvním sňatkem rakouská arcivévodkyně a tyrolská hraběnka, druhým sňatkem pak brunšvicko-calenberská vévodkyně.

## Život
Kateřina byla nejstarším potomkem z osmi dětí saského vévody Albrechta III. zv. Srdnatého a jeho ženy Zdeny, dcery českého krále Jiřího z Poděbrad. Z jejích sourozenců se dospělosti dožili pouze tři, čtyři nejmladší zemřeli záhy po narození.
Roku 1484 se ve svých šestnácti letech v Innsbrucku stala druhou manželkou o 40 let staršího, tehdy již senilního arcivévody Zikmunda Habsburského. Ten z prvního manželství se skotskou princeznou Eleonorou neměl žádné potomky a dítě mu neporodila ani Kateřina. V roce 1487 se mladá arcivévodkyně stala obětí pomluv jedné ze Zikmundových milenek, která ji obvinila z toho, že chtěla svého muže otrávit.
Krátce na to byl Zikmund zbaven moci, kterou převzal jeho bratranec a císař Fridrich III. Následovala finanční omezení a tím neustálé spory mezi bratranci. Za další dva roky Zikmund jako tyrolský hrabě abdikoval a přenechal vládu Fridrichovu synovi Maxmiliánovi. Pro Kateřinu to znamenalo značné omezení příjmů, které trvalo do Zikmundovy smrti v roce 1496.
Záhy nato se osmadvacetiletá Kateřina provdala podruhé. Jejím mužem se stal brunšvicko-calenberský vévoda Erik I. (1470–1540), jemuž porodila jedinou dceru Annu Marii, ta však v útlém věku zemřela; dalších dětí se pak již vévodský pár nedočkal. Kateřina sama zemřela začátkem roku 1524 a byla pohřbena ve vestfálském Mindenu v Německu.
Po její smrti se Erik I. znovu oženil s braniborskou princeznou Alžbětou, jež mu porodila kromě tří dcer i vytouženého syna, dědice trůnu.